# Eric Goldberg
Eric Goldberg (Levittown, 1º maggio 1955) è un animatore e regista statunitense, noto per il suo lavoro alla Walt Disney Animation Studios e alla Warner Bros. Animation.

## Filmografia

### Animatore
- Raggedy Ann & Andy: A Musical Adventure, regia di Richard Williams (1977)
- Ziggy's Gift, regia di Richard Williams – special TV (1982)
- Rupert and the Frog Song, regia di Geoff Dunbar – cortometraggio (1984)
- Aladdin, regia di John Musker e Ron Clements (1992)
- The Thief and the Cobbler, regia di Richard Williams (1993)
- Mrs. Doubtfire - Mammo per sempre (Mrs. Doubtfire), regia di Chris Columbus (1993)
- Momenti di caccia (Chariots of Fur), regia di Chuck Jones – cortometraggio (1994)
- Pullet Surprise, regia di Darrell Van Citters – cortometraggio (1997)
- Hercules, regia di John Musker e Ron Clements (1997)
- Da qui all'eternità (From Hare to Eternity), regia di Chuck Jones – cortometraggio (1997)
- Fantasia 2000, registi vari (1999)
- Looney Tunes: Back in Action, regia di Joe Dante (2003)
- Boys Night Out, regia di Bert Klein e Teddy Newton – cortometraggio (2003)
- Green Screen Show – serie TV, episodio 1x01 (2004)
- Il mio grasso grosso amico Albert (Fat Albert), regia di Joel Zwick (2004)
- The Mask 2 (Son of the Mask), regia di Lawrence Guterman (2005)
- La Pantera Rosa (The Pink Panther), regia di Shawn Levy (2006)
- Tom & Jerry Tales (Tom and Jerry Tales) – serie TV, episodio 1x05 (2006)
- Red e Toby nemiciamici 2 (The Fox and the Hound 2), regia di Jim Kammerud (2006)
- Pippo e l'home theater (How to Hook Up Your Home Theater), regia di Kevin Deters e Stevie Wermers – cortometraggio (2007)
- Pups of Liberty, regia di Jennifer Cardon Klein e Bert Klein – cortometraggio (2009)
- La principessa e il ranocchio (The Princess and the Frog), regia di John Musker e Ron Clements (2009)
- Winnie the Pooh - Nuove avventure nel Bosco dei 100 Acri (Winnie the Pooh), regia di Stephen J. Anderson e Don Hall (2011)
- Paperman, regia di John Kahrs – cortometraggio (2012)
- Tutti in scena! (Get a Horse!), regia di Lauren MacMullan – cortometraggio (2013)
- Oceania (Moana), regia di John Musker e Ron Clements (2016)
- I Simpson – serie TV, episodio 27x19 (2016)

### Regista
- Pocahontas, co-regia di Mike Gabriel (1995)
- Fantasia 2000, con altri sette registi (1999)
- The Magic Lamp 3D – cortometraggio (2001)
- A Monkey's Tale – cortometraggio (2006)
- Pippo - Divertirsi in sicurezza – miniserie TV (2021)
- Oswald il coniglio fortunato (Oswald the Lucky Rabbit) - cortometraggio (2022)